# Lido di Ostia

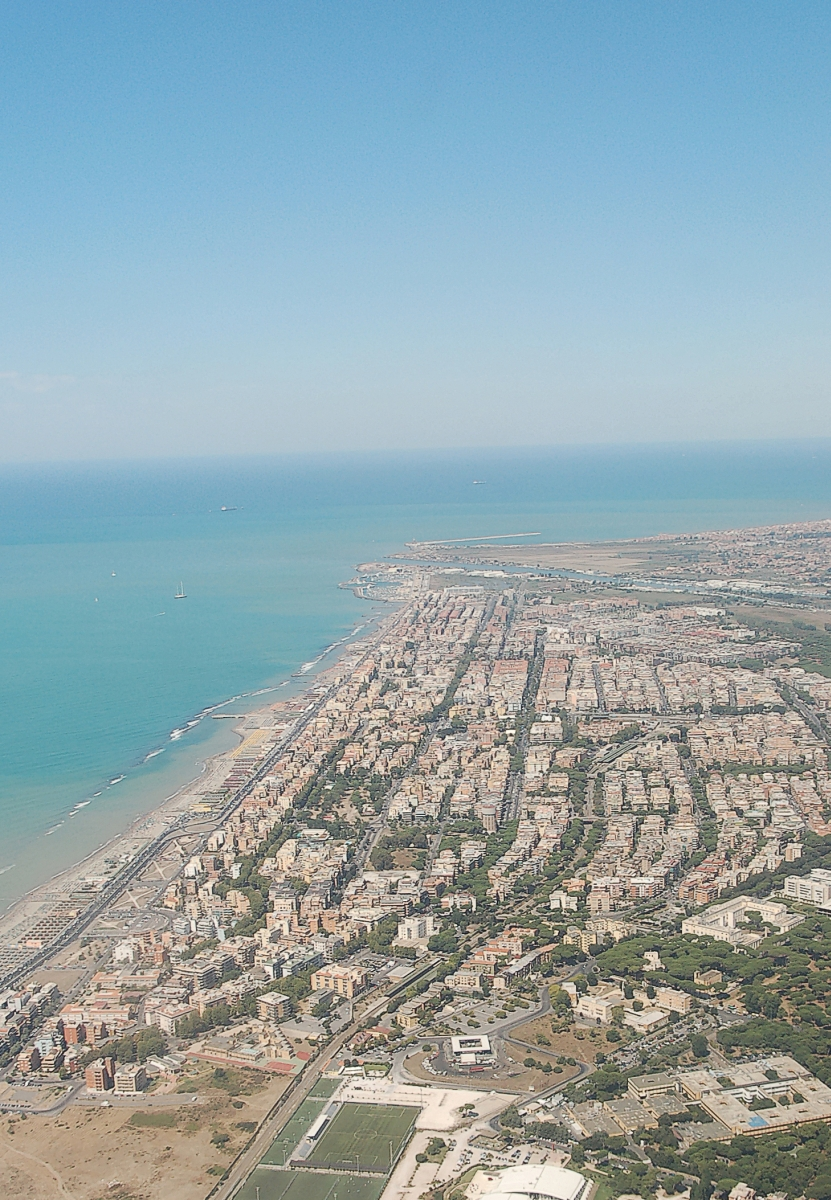
Luftbild des Lido di Ostia

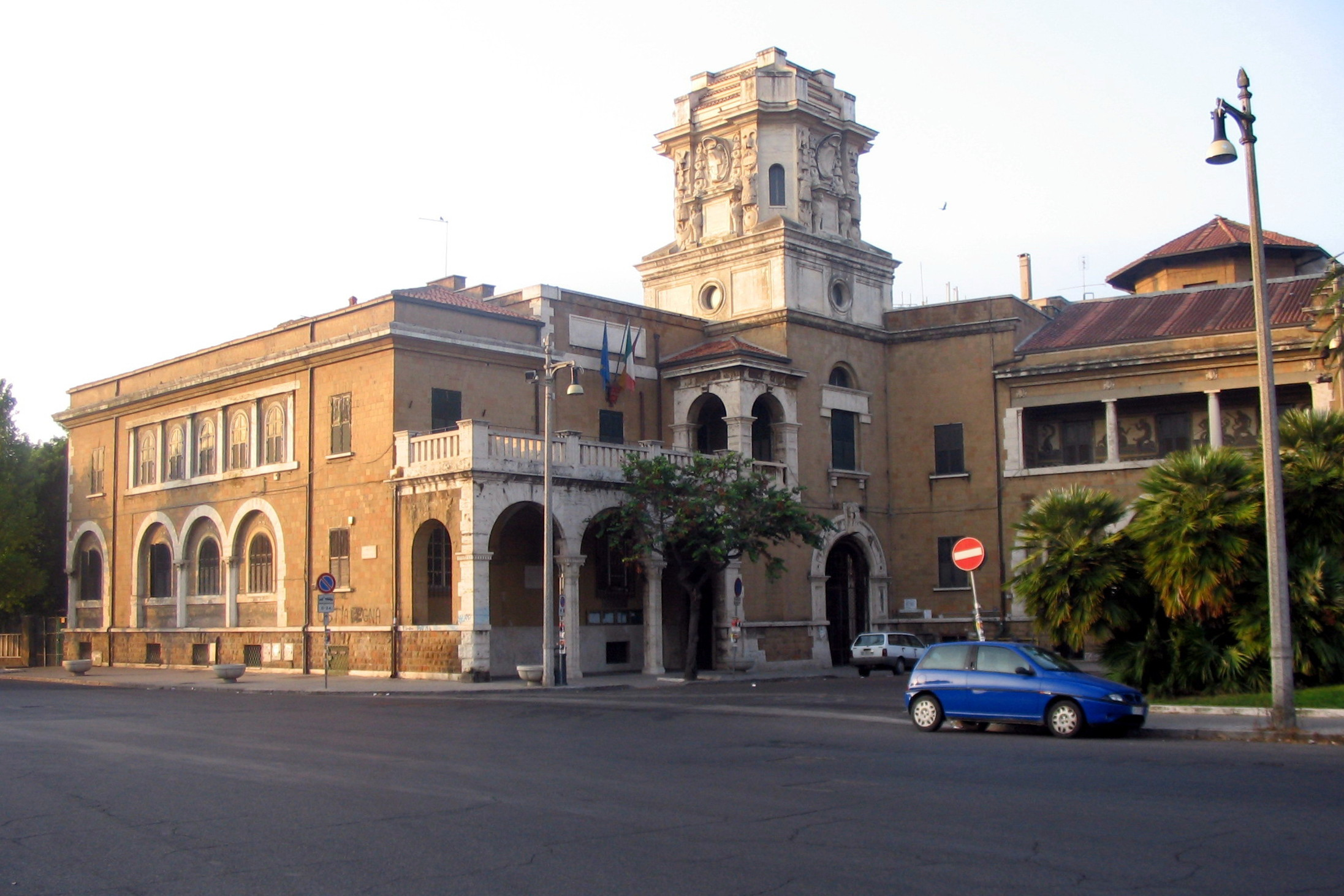
Verwaltungssitz des X. Munizipium in Lido di Ostia

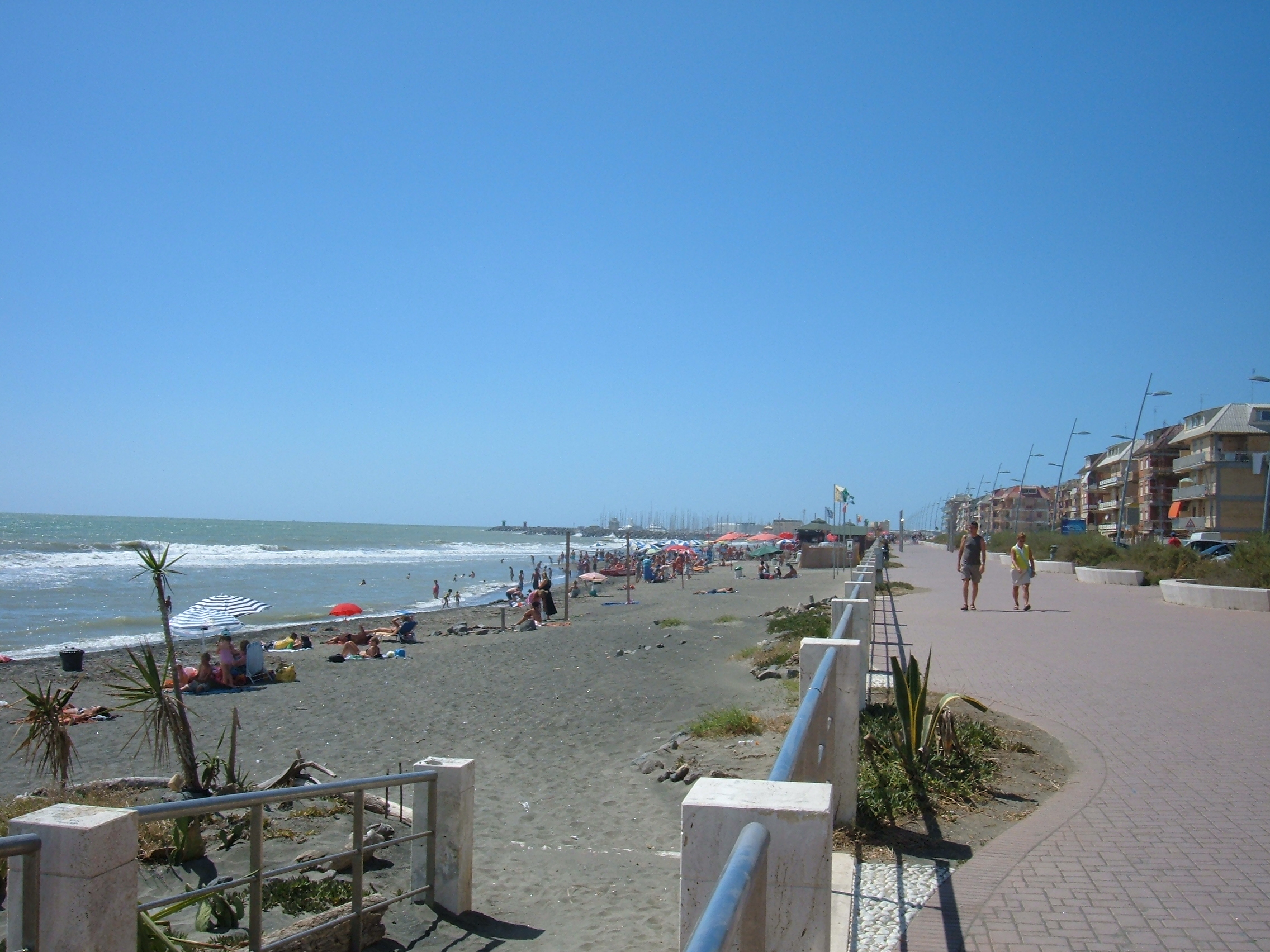
Der Strand am Lungomare Duca degli Abruzzi

Lido di Ostia (im alltäglichen Sprachgebrauch einfach Ostia) ist ein Vorort von Rom, am Tiber und dem Tyrrhenischen Meer gelegen. Er gehört zum X. Munizipium Ostia.

## Lage
Lido di Ostia liegt ca. 28 km südwestlich des römischen Stadtzentrums am Tyrrhenischen Meer. Im Norden befindet sich die Tibermündung und bildet die Abgrenzung zur Stadt Fiumicino. Im Süden befindet sich der unter Naturschutz stehende Naturpark von Castel Fusano und im Osten ca. 3 km entfernt am Tiber gelegen die antike Stadt und Ausgrabungsstätte Ostia Antica.

## Geschichte
In der Antike lag der heutige Strand noch drei Kilometer weit vor der Küste im Meer; damals lag das heute im Binnenland gelegene antike Ostia noch am Wasser. Die heutige Küstenlinie entstand erst durch Verlandung aufgrund von Tiberanschwemmungen. Im 19. Jahrhundert befanden sich hier Salinen und sumpfiges Gelände.
1883 siedelten sich Tagelöhner aus der Romagna an und begannen mit der Urbarmachung. 1908 wurde die Gründung als Küstenvorort von Rom offiziell genehmigt und unter Benito Mussolini 1927 durch den Bau der Via del mare, als erster Autobahn Italiens, mit der Hauptstadt verbunden.
Nach dem Zweiten Weltkrieg wurden mehrere Badeeinrichtungen an der Küste errichtet und Ostia wurde zu einem beliebten Urlaubsort für Touristen. Durch eine eintretende Wasserverschmutzung in den 1970er-Jahren sank die Beliebtheit des Badeorts.
Seit 1956 war Lido di Ostia ein beliebter Wohnort für Flughafenpersonal des damals neuen Flughafens Fiumicino. 1976 wurde Ostia Teil des XIII. Munizipium, heute X. Munizipium, von Rom.

## Infrastruktur

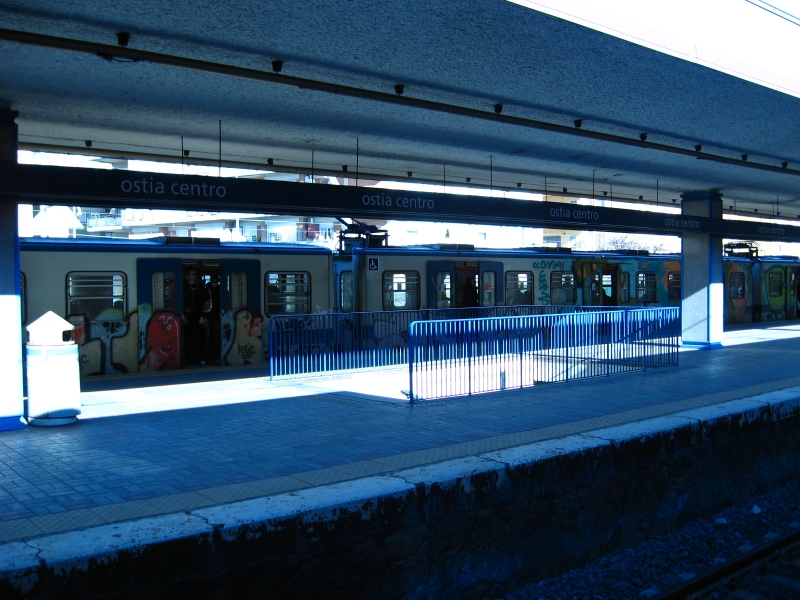
Bahnhof der Bahnstrecke Roma Porta San Paolo–Cristoforo Colombo in Ostia Centro

Die Hauptverkehrsader in Lido di Ostia ist die Bahnstrecke Roma Porta San Paolo–Cristoforo Colombo, welche  Ostia mit Rom verbindet und über 90.000 Passagiere pro Tag befördert. Haltestellen in Lido sind Ostia Lido Nord, Ostia Lido Centro. In der Hauptverkehrszeit verkehren auf der Strecke zwölf Fahrten pro Stunde.
Zusätzlich verbindet die Via del Mare (SS8) den Vorort mit Rom.